# Opet
Opet — турецкая нефтяная компания, занимающаяся продажей коммерческого и промышленного топлива, минеральных масел, розничной торговлей, складированием и международными продажами. Корни Opet Petroleum берут своё начало в топливно-распределительной компании «Ozturk Petrol», основанной семьей Озтюрк.
Имея долю в размере 50 % в партнерстве с Koç Holding Energy Group по состоянию на конец 2002 года, Opet с момента своего создания сосредоточила внимание на инвестициях в инфраструктуру. По состоянию на 2010 год складские мощности компании достигли 1 076 318 кубических метров.
По собственным данным, Opet имеет более 1500 заправочных станций по всей стране, в том числе под брендом SUNPET.

## Турецкая компания Opet Aviation Fuels
THY Opet была основана в 2009 году как партнерство 50-50 между Turkish Airlines и Opet. Компания занимается хранением и заправкой авиационного топлива. По состоянию на 2013 год рейтинг Fortune 500 Turkey поставил турецкую Opet на 25-е место по величине в стране.